# 공명신문
공명신문(公明新聞)은 공명당의 일간 기관지이다.
1962년 4월 2일에 설립되었다. 공명당의 당 활동 보고, 소속 의원의 발언등이 게재되고 있다. 마지막 면은 텔레비전, 라디오의 편성표가 게재되고 있다. 설립 당시 공명신문에는 텔레비전, 라디오 편성표가 없었지만, 1990년경부터 신문에 게재되었다. 8쪽으로 발행되어 택배를 통해 배포되고 있다.